# Money for Nothing (album)
Pour les articles homonymes, voir Money for Nothing.
Money for Nothing est une compilation des plus grands succès (en version single) du groupe de rock anglais Dire Straits, sortie en 1988. Elle couvre la période correspondant à la sortie des cinq premiers albums studio, célébrant ainsi les dix ans d'existence discographique de la formation anglaise. Le succès de ce best-of est remarquable : il s'est en effet vendu à plus de 12 millions d'exemplaires à travers le monde. Il s'est vendu à plus de 1,6 million au US, 1,8 million au Royaume Uni, 1,5 million en France.

À noter qu'en 1998, un nouveau best-of, intitulé Sultans of Swing: The Very Best of Dire Straits, a été publié : il couvre cette fois-ci la totalité de la carrière du groupe, prenant en compte - de par sa date de parution - son sixième et dernier album, On Every Street, sorti en 1991.

## Listes des pistes
1. Sultans of Swing
2. Down to the Waterline
3. Portobello Belle (live)
4. Twisting by the Pool (remix)
5. Tunnel of Love
6. Romeo and Juliet
7. Where Do You Think You're Going (remix)
8. Walk of Life
9. Private Investigations
10. Telegraph Road (live - remix)
11. Money for Nothing
12. Brothers in Arms